# John Tyler Bonner
John Tyler Bonner (* 12. Mai 1920 in New York City; † 7. Februar 2019) war ein US-amerikanischer Entwicklungs- und Evolutionsbiologe.

## Werdegang
Bonner, der Sohn von Paul Hyde Bonner (1893–1968) und Lilly Stehli, wuchs in Locust Valley auf Long Island in den 1920er Jahren auf und in Frankreich (1930) und London (1932), wo er sich beim Besuch des Natural History Museum für Biologie zu interessieren begann. 1934 kehrte die Familie in die USA zurück und Bonner besuchte die Phillips Exeter Academy.
Er studierte ab 1937 an der Harvard University Biologie mit dem Bachelor-Abschluss 1941 (danach war er auf Forschungsreise in Panama und Kuba als Sheldon Travelling Fellow) und dem Master-Abschluss 1942. In Harvard befasste er sich zunächst mit Embryologie niederer Pflanzen und Pilze bei William H. Weston, da ihm die ihn eigentlich interessierende Embryologie von Tieren anfangs zu komplex erschien. Im Zweiten Weltkrieg war er 1942 bis 1946 als Leutnant im US Army Air Corps, wo er über Physiologie in großen Höhen forschte. 1947 wurde er in Harvard in Biologie promoviert und wurde dort Assistant Professor und später Professor. In seiner Dissertation entdeckte er Chemotaxis bei der Aggregation von Schleimpilzen aus Einzelorganismen, die sein Hauptforschungsgebiet wurden. 1951/52 war er Instructor für Embryologie am Woods Hole Meeresforschungslabor und 1953 als Rockefeller Fellow in Paris. 
1966 bis 1977, 1983/84 und 1987/88 stand er der 
Biologie-Fakultät in Princeton vor, wo er 1966 George M. Moffett Professor wurde. 1990 wurde er emeritiert.
1963 war er als Senior Fellow der National Science Foundation in Cambridge. 1993 war er Gastwissenschaftler am Indian Institute of Science und 1990 an der Indian Academy of Sciences (als Raman Professor). Außerdem war er unter anderem Gastwissenschaftler am Brooklyn College (1966) und am University College London (1957) und Gastprofessor am Williams College (1989).
Er ist besonders bekannt für seine Forschungen am Schleimpilz Dictyostelium discoideum als Modellorganismus für eine Reihe biologischer Fragen wie der Entstehung multizellularer Organismen und zelluläre Kommunikation. Mit den Schleimpilzen befasste er sich schon in seiner Bachelor-Arbeit 1941 (angeregt durch eine Dissertation von Kenneth Raper zu diesen) und in seiner Dissertation. Von ihm stammten eine Reihe von Lehrbüchern und populärwissenschaftlichen Büchern zu Entwicklungs- und Evolutionsbiologie.
1955 erhielt er die Waksman Medal. Er war vierfacher Ehrendoktor unter anderem des Middlebury College (1970) und der Concordia University.
Er war Fellow der National Academy of Sciences (1973), der American Academy of Arts and Sciences (1969), der American Association for the Advancement of Science (1981) und Mitglied der American Philosophical Society.
1958 und 1971/72 war er als Guggenheim Fellow in Edinburgh, wo er auch mehrmals später Gastwissenschaftler und zu Sabbatjahren (vor allem zum Schreiben seiner Bücher) war.
1964 bis 1988 war er im Board of Trustees von Princeton University Press.
1942 heiratete er Ruth Anna Graham, mit der er mehrere Kinder hatte.

## Bücher
- Morphogenesis: An Essay On Development, Princeton University Press 1952, Atheneum 1963
- Grundzüge der Biologie: Evolution, Genetik, Entwicklung, Econ Verlag 1965
- Cells and societies, Princeton UP 1955
- The evolution of development, 1958
- The ideas of biology, 1962
- The cellular slime molds, Princeton UP, 1959, 2. Auflage 1967
- Size and cycle. An Essay on the structure of Biology, Princeton UP 1965
- The scale of nature, 1969
- mit Thomas A. MacMahon: Form und Leben: Konstruktionen vom Reißbrett der Natur, Spektrum Akademischer Verlag  1985
- On development: the biology of form, Harvard UP 1974
- Kultur-Evolution bei Tieren, Parey 1983 (englisches Original: The Evolution of culture in animals, Princeton UP 1980)
- The evolution of complexity by means of natural selection, 1988
- Researches on cellular slime moulds, 1991
- Evolution und Entwicklung: Reflexionen eines Biologen, Vieweg 1995
- Sixty Years of Biology: Essays on Evolution and Development, Princeton UP 1996
- Lives of a Biologist: Adventures in a Century of Extraordinary Science, Harvard UP 2002 (Autobiographie)
- Why size matters. From bacteria to blue whales, Princeton UP 2006
- The social amoebae: the biology of cellular slime molds, Princeton UP 2009
- First signals: the evolution of multicelluar development, Princeton UP 2009
- Randomness in Evolution. Princeton University Press 2013

Er gab auch das klassische Werk von D’Arcy Wentworth Thompson Über Wachstum und Form neu heraus (in deutscher Übersetzung bei Birkhäuser 1973).